# Philippe Maigret
Philippe Maigret  var en fransk belägringsexpert som 1717 trädde i svensk militärtjänst, födelse- och dödsår okända.
Maigret började som infanteriofficer men övergick därefter till ingenjörskåren. 1717 kom han i svensk tjänst och blev kapten 1718.
Samma år ledde han de tekniska belägringsarbetena belägringen av Fredrikstens fästning. Kvällen den 30 november 1718 stakade han ut den nya skyttegravslinje som skulle dras mot fästningen. När kungen stupade befann han sig i kungens omedelbara närhet och var en av de första som tillsammans med Johan von Kaulbars konstaterade dödsfallet. Efter Karl XII:s död återvände Maigret till Frankrike. När 1723 rykten om att André Sicre skulle ha lönnmördat Karl XII började komma i omlopp, begärde svenska sändebudet i Paris Niklas Peter von Gedda, uppgifter från Maigret för att få veta mer om vad som hänt vid kungens dödstillfälle. Maigret ansåg själv Sicre oskyldig, men lade samtidigt fram uppgifter som visade sig besvärande för denne.
1904 publicerades en tidningsartikel enligt vilken Maigret i sina memoarer skulle ha utpekat Sicre som gärningsman. Några sådana memoarer har dock aldrig påträffats.